# 瑞士排雷行动基金会
瑞士排雷行动基金会（FSD）是一个瑞士非政府组织，专门从事人道主义排雷行动和清除环境危害相关的任务。曾用名为Fédération Suisse de Déminage.
2005年，Association FSD France 成立，FSD France作为一个完全独立的实体，总部设在法国，隶属于 FSD 在法国的附属实体机构。 2007 年，Crosstech SA 成立，它是FSD的商业子公司，并由 FSD全资拥有。
该组织已由2003年起获得ZEWO认证。

## 历史
FSD 最初由Michel Diot、Henri Leu、Hansjörg Eberle、Bertrand Cottet、Beat Aebi、Claude Aerni、Rudolf Jäckli 等人于 1997 年在日内瓦以“Fédération suisse de déminage”之名成立。 1998 年至 2002 年间，FSD 按时间顺序在以下国家进行了最初的排雷项目：波斯尼亚-黑塞哥维那、克罗地亚、科索沃、巴基斯坦、阿尔巴尼亚、阿富汗、黎巴嫩和斯里兰卡。 2003 年，“Fédération Suisse de déminage”更名为“Fondation Suisse de déminage”（瑞士排雷行动基金会），由Henri Leu担任主席，由Hansjörg Eberle担任理事。 2005 年，FSD新增了名为“Association franco-suisse de déminage”的完全独立的姊妹实体组织，现在更名为Association FSD France. 2007 年，Crosstech SA 公司成立。这是 FSD 全资拥有的商业子公司。 

## 行动
FSD的任务最初只专注于排雷行动 ，包括地雷和未爆弹药的定位和销毁；地雷风险教育；军械和库存管理；并帮助意外爆炸的受害者等。 多年来，FSD逐渐拓宽了其行动领域。建立了两种新类型的计划：一是在 FSD 的项目所在国家/地区对受有毒废物污染的场所进行净化，二是冲突后的恢复与稳定 ，以促进人道主义、发展、和平与相关安全部门的工作。FSD同时积极参与探索在排雷行动中使用新技术的研究项目，并致力于将新技术广泛运用到实际的排雷任务中。 

## 参阅
- 渥太华条约（禁雷条约）
- 排雷机构
- 排雷